# Campylocentrum poeppigii
Campylocentrum poeppigii é uma espécie de orquídea, família Orchidaceae, que habita 15 países da América tropical, do México, ao norte do Brasil e Peru. No Brasil existe no Amazonas, Rondônia e Roraima. Trata-se de pequena planta epífita, monopodial, facilmente identificável por seu caule alongado e folhas cônicas, caducas e rudimentares, como escamas ao longo do caule. Apresenta inflorescência racemosa com flores minúsculas, de cor ocre pálido, de sépalas e pétalas livres, e nectário na parte de trás do labelo. Pertence ao grupo de espécies que não têm folhas mas têm caules.

## Publicação e sinônimos
- Campylocentrum poeppigii (Rchb.f.) Rolfe, Orchid Rev. 11: 246 (1903).

Sinônimos homotípicos:
- Angraecum poeppigii Rchb.f., Linnaea 22: 858 (1850).

Sinônimos heterotípicos:
- Campylocentrum kuhlmannii Brade, Arq. Serv. Florest. 1(2): 3 (1941).